# 羅次縣
罗次县，中国云南旧县名，治所在今禄丰县。
元至元十二年（1275年）置罗次州，至元二十四年（1287年）降为县，属中庆路。治所在今云南禄丰县东北仁兴镇古城。至元二十七年（1290年），改属安宁州。明代迁治，在今禄丰县东北碧城镇。弘治十三年（1500年），改属云南府。清代因之。民国初年，隶滇中道。民国十八年（1929年），改直属云南省。中华民国成立后，于1960年9月撤销，并入禄丰县。